# Edward Szczęsnowicz
Edward Nikołajewicz Szczęsnowicz, ros. Эдуард Николаевич Щенснович (ur. 25 grudnia 1852?/6 stycznia 1853 w Archangielsku, zm. 21 grudnia 1910?/3 stycznia 1911 w Sankt Petersburgu) – oficer Marynarki Wojennej Imperium Rosyjskiego narodowości polskiej, wiceadmirał. Odznaczył się, dowodząc pancernikiem „Retwizan” podczas walk o Port Artur w czasie wojny rosyjsko-japońskiej.

## Życiorys
Był synem polskiego szlachcica Mikołaja, zesłanego do Archangielska za udział w powstaniu listopadowym i służącego tam następnie przy budowie okrętów. Edward urodził się 25 grudnia 1852?/6 stycznia 1853 roku w Archangielsku. W 1862 jego ojciec został przeniesiony do bazy morskiej Kronsztad koło Sankt Petersburga.

### Początek służby
Od 1867 Edward Szczęsnowicz uczył się w Szkole Morskiej w Petersburgu, pływając też w ramach szkoły na okrętach na Bałtyku (staż służby w marynarce – od 1869). W latach 1871–1873 w stopniu gardemaryna (podchorążego) uczestniczył w prawie dwuipółletnim rejsie szkolnym na Pacyfik na kliperze „Żemczug” (był to przywilej dla najlepszych uczniów Szkoły Morskiej). Po powrocie awansował na pierwszy stopień oficerski miczmana (ze starszeństwem od 1872).
Następnie służył czynnie w rosyjskiej marynarce wojennej, początkowo od 1873 na monitorze „Smiercz” na Bałtyku. Szybko zaczął się specjalizować w nowoczesnych broniach – w 1876 ukończył roczny kurs torpedowo-minowy, służąc w tym czasie na monitorze szkolnego oddziału torpedowo-minowego „Czarodiejka”, po czym pozostał w dalszej służbie na tym monitorze jako oficer topedowo-minowy. W styczniu 1877 awansował na lejtnanta, a w kwietniu został oficerem flagowym zespołu okrętów szkolnych. Specjalizował się dalej w dziedzinie broni torpedowo-minowej, pisząc artykuły w prasie wojskowej i podręcznik w 1880, a następnie dalsze prace na ten temat. W grudniu 1880 objął pierwsze dowództwo – kanonierki „Opyt” (od 1883 przemianowanej na „Mina”), na której prowadzono próby broni torpedowej i którą dowodził do 1885. Za zasługi w rozwoju broni torpedowej został w 1878 odznaczony Orderem św. Stanisława III klasy, w 1881 Orderem św. Anny III klasy, a później w 1890 Orderem św. Stanisława II klasy.
W 1886 w Wielkiej Brytanii sprawował nadzór nad budową torpedowca „Wyborg” (pierwszy duży torpedowiec zamówiony przez Rosję), po czym dowodził nim od października 1886 do maja 1887 podczas przejścia do Kronsztadu oraz prób morskich. W styczniu 1887 awansował na kapitana 2. rangi (komandor porucznik), po czym do 1890 służył jako starszy oficer flagowy przy dowódcy eskadry ćwiczebnej Szkoły Morskiej, opracowując w tym czasie koncepcje teoretyczne obrony Bałtyku przed flotą niemiecką siłami torpedowymi. Z uwagi na konieczność we flocie carskiej odbycia stażu na różnych stanowiskach do dalszych awansów, od listopada 1890 dowodził kanonierką „Wichr”, w 1892 transportowcem „Siekstant”, w 1893 monitorem „Kołdun”, w 1894 kanonierką torpedową „Wojewoda”, a w marcu 1895 na krótko krążownikiem 2. klasy „Zabijaka" na Oceanie Spokojnym. Od marca 1895 pełnił stanowiska na lądzie w bazie we Władywostoku. W 1896 powrócił na Bałtyk i dowodził od maja monitorem „Tifon”, a od lipca kanonierką torpedową „Wojewoda”. Od października 1897 do maja 1898 dowodził na Morzu Śródziemnym kanonierką „Grozjaszczyj”. W tym samym 1898 podjął studia w Akademii Morskiej i ożenił się z Polką Jadwigą Zmaczyńską. Pod koniec roku został wysłany do Filadelfii w USA w celu kierowania komisją nadzorującą budowę okrętów dla Rosji w stoczni W. Crampa.

### Wojna rosyjsko-japońska
W 1899 Szczęsnowicz został dowódcą nowo zbudowanego w Filadelfii pancernika „Retwizan”. Nosił wówczas stopień kapitana 1. rangi (komandor). Przybył na nim do Rosji, a następnie w październiku 1902 wypłynął do nowej bazy Port Artur na Oceanie Spokojnym, gdzie wszedł w skład Eskadry Pacyfiku (późniejszej I Eskadry Pacyfiku). Dowodził „Retwizanem” w walkach wokół Port Artur podczas wojny rosyjsko-japońskiej. W otwierającym wojnę niespodziewanym ataku japońskich torpedowców 8 lutego 1904 „Retwizan” został uszkodzony i osadzony na mieliźnie, skąd w ciągu następnego miesiąca odpierał kolejne ataki japońskie. Za odparcie ataku niszczycieli i statków mających zablokować wejście do portu został 14 marca 1904 odznaczony z rozkazu cara Orderem św. Jerzego IV klasy, jako pierwszy z oficerów eskadry z Port Artur. Był zwolennikiem aktywnego wykorzystania eskadry portarturskiej. Po naprawie pancernika Szczęsnowicz aktywnie nim dowodził, przede wszystkim 10 sierpnia 1904 w bitwie na Morzu Żółtym, w toku której zwrócił się pancernikiem w stronę okrętów japońskich, pozorując zamiar taranowania i odciągając uwagę od uszkodzonych okrętów eskadry; sam Szczęsnowicz został w tej bitwie lekko ranny w brzuch. Po porażce w bitwie, w obliczu ogólnego upadku morale obrońców, także i Szczęsnowicz poparł dalsze używanie eskadry tylko do wsparcia wojsk lądowych. Według oficjalnego wykazu brał udział w 11 starciach z flotą japońską. Po kapitulacji Port Artur dostał się do niewoli japońskiej, lecz w kwietniu 1905 otrzymał awans na kontradmirała. Sporządził później obszerny raport o przebiegu obrony i błędach popełnionych w organizacji i dowodzeniu eskadrą (Pławanije eskadriennogo bronienosca Rietwizan 1902–1904 gg).

### Dalsza służba
Po powrocie z niewoli przez pewien czas pozostawał bez stałego przydziału, tymczasowo zarządzając pływaniem podwodnym na Bałtyku. Mimo tymczasowości zaangażował się w rozwój nowego obiecującego rodzaju broni i wniósł duży wkład w organizację rosyjskiego pływania podwodnego na Bałtyku. Utworzył zespół szkolny pływania podwodnego, inicjował też opracowanie regulaminów i instrukcji. W kwietniu 1907 został uhonorowany złotą szablą „Za Męstwo” przy obronie Port Artur, lecz z niejasnych przyczyn został następnie zwolniony z dowodzenia zespołem szkolnym pływania podwodnego.
Pod koniec 1907 Szczęsnowicz objął stanowisko młodszego flagmana Floty Bałtyckiej. Istotnym dla jego kariery okazał się jego udział w listopadzie 1907 w funkcji oskarżyciela z ramienia floty w procesie oficerów obwinionych o uszkodzenie na skałach carskiego jachtu „Sztandart” (późniejszy stawiacz min „Marti”) z carską rodziną na pokładzie. Oskarżając ostro przygotowanie oficerów, służbę hydrograficzną i nawigatorów, Szczęsnowicz naraził się dowództwu floty i wkrótce został odsunięty od służby morskiej (główni obwinieni zostali ukarani naganą, lecz uniewinnieni po odwołaniu się). W grudniu 1908 Szczęsnowicz został dowódcą szkolnego oddziału torpedowców, na okręcie flagowym „Jewropa”, jednakże w 1909, awansowany na wiceadmirała, został skierowany na lądowe stanowisko członka Rady Admiralicji. Wkrótce potem zmarł 21 grudnia 1910?/3 stycznia 1911 roku, pochowany na rzymskokatolickim Cmentarzu Wyborgskim w Sankt Petersburgu (nieistniejącym obecnie).
Nie miał dzieci. Miał brata Aleksandra (ur. 1845), również służącego we flocie rosyjskiej, oraz siostrę Emilię (ur. 1847).

## Awanse
- gardemaryn – 1871
- miczman – 1872
- lejtnant – 1877
- kapitan 2. rangi – 1887
- kapitan 1. rangi – 1899
- kontradmirał – 1905
- wiceadmirał – 1909

## Odznaczenia
- Order św. Stanisława III klasy (1878)
- Order św. Anny III klasy (1881)
- Order św. Stanisława II klasy (1890)
- Order Kniazia Danijła I 2. klasy (czarnogórski, 1899)
- Order Czerwonego Orła II klasy (pruski, 1902)
- Order św. Włodzimierza III klasy (1902)
- Krzyż Komandorski Orderu Zbawiciela (grecki, 1903)
- Order św. Jerzego IV klasy (14 marca 1904)
- medal pamiątkowy wojny rosyjsko-japońskiej (1906)
- złota szabla "za męstwo" (za chrabrost) (1907)
- Order św. Stanisława I klasy (1907)
- Order św. Anny I klasy (18 grudnia 1910)